# Júnior Viçosa
Luiz Severo Júnior, meglio noto come Júnior Viçosa (Viçosa, 24 luglio 1989), è un calciatore brasiliano, attaccante dell'ASA.

## Carriera

### Club
Ha giocato nella massima serie e nella seconda divisione brasiliana.